# Gmina związkowa Waldfischbach-Burgalben
Gmina związkowa Waldfischbach-Burgalben (niem. Verbandsgemeinde Waldfischbach-Burgalben) – gmina związkowa w Niemczech, w kraju związkowym Nadrenia-Palatynat, w powiecie Südwestpfalz. Siedziba gminy związkowej znajduje się w miejscowości Waldfischbach-Burgalben.

## Podział administracyjny
Gmina związkowa zrzesza osiem gmin wiejskich:
1. Geiselberg
2. Heltersberg
3. Hermersberg
4. Höheinöd
5. Horbach
6. Schmalenberg
7. Steinalben
8. Waldfischbach-Burgalben

## Współpraca
Miejscowość partnerska:
- Schleiz, Turyngia